# Pteroteinon
Pteroteinon là một chi bướm ngày thuộc họ Bướm nâu.